# Eva Verbitsky Hunt
Muriel Eva Verbitsky de Hunt (1934-1980) là một nhà nhân chủng học văn hóa người Argentina, là một học giả và nhà văn. Bà đã chuyển đến Hoa Kỳ vào cuối những năm 1950. Bà được nhớ đến vì những đóng góp của bà cho nhân học tượng trưng và dân tộc học. Cùng với chồng là Robert Hunt, bà đã thực hiện công việc sáng tạo trong khu vực tại Oaxaca, Mexico, vào những năm 1960.

## Tiểu sử
Sinh ngày 12 tháng 4 năm 1934 tại Buenos Aires, Verbitsky là con gái của nhà biên kịch Alejandro Verbitsky và nhà giáo dục trẻ em Josefa Plotkin, cả hai người đều là người Do Thái có cha mẹ đã di cư từ Nga. Khi bà 17 tuổi, bà cùng gia đình đến Mexico City, nơi bà phát triển kỹ năng của mình như một họa sĩ. Năm 1953, sau khi tốt nghiệp ngành nhân chủng học tại Đại học Femenina de México, bà trở thành nhà nghiên cứu dưới thời Roberto Weitlaner tại Escuela Nacional de Antropología, hợp tác với Roberto Weitlaner tại Bảo tàng Nacional de Anthropología. Trong những năm 1950 và 1960, bà đã thực hiện nghiên cứu thực địa ở Oaxaca, đầu tiên nghiên cứu về người Ấn Độ Cuicatec và sau đó tiến hành nghiên cứu ở khu vực Mixtec dưới Kimball Romney.
Năm 1957, nhờ có Romney, Verbitsky tiếp tục nghiên cứu về nhân chủng học Mexico tại Đại học Chicago dưới thời Robert McCormick Adams Jr., Fred Eggan và Eric Wolf, lấy bằng thạc sĩ năm 1959 và bằng tiến sĩ. vào năm 1962 với luận án "Động lực của nhóm trong nước ở hai làng Tzeltal". Năm 1960, bà kết hôn với Robert Hunt, người mà bà đã sống cùng vào những năm 1963-1664 tại Mexico, thực hiện nghiên cứu về người da đỏ Cuicatec. Bà đã dành một khoảng thời gian tại Đại học Tây Bắc vào năm 1961, sau đó bà bắt đầu giảng dạy tại Đại học Chicago vào năm 1965.
Vào giữa những năm 1970, Hunt nhấn mạnh tầm quan trọng của mối quan hệ họ hàng trong việc điều tra nhân chủng học của Mesoamerica, ngày càng tập trung vào phân tích khu vực và xuất bản "Sự biến đổi của chim ruồi: Rễ văn hóa của một bài thơ thần thoại Zinacantecan" (1977) đã thu hút Claude Lévi- Strauss (1977). Ý tưởng của Strauss về nhân học cấu trúc.
Eva Hunt trở thành giáo sư tại Đại học Boston năm 1978, sau qua đời vì bệnh ung thư vào ngày 29 tháng 2 năm 1980. Học bổng giảng dạy Eva Hunt được thành lập để vinh danh bà.

## Ấn phẩm được chọn
Nhiều ấn phẩm của Hunt bao gồm:
- 1962: Hunt, Muriel Eva Verbitsky. "Động lực của nhóm nội địa ở làng Tzeltal: một so sánh tương phản ". Đại học Chicago.
- 1967: Hunt, Eva; Săn, Robert. "Giáo dục như một tổ chức giao diện ở vùng nông thôn Mexico và Nội thành Hoa Kỳ". Tạp chí Midway, 8 (2): 99
- 1977: Hunt, Eva. "Sự biến đổi của chim ruồi: Rễ văn hóa của một bài thơ thần thoại Zinacantecan". Ithaca: Nhà xuất bản Đại học Cornell
- 1978: Hunt, Eva. "Sự chứng minh và nội dung của bộ luật Porfirio Diaz và Fernando Lea". Cổ vật Mỹ 43: 673